# Hugo X van Lusignan
Hugo X van Lusignan (1185 - Damietta, 15 juni 1249) was heer van Lusignan en graaf van La Marche tussen 1219 en 1249.

## Biografie
Hugo X van Lusignan werd als oudste zoon geboren van heer Hugo IX van Lusignan en Mathilde van Angoulême. Zijn vader was ook enige tijd verloofd geweest met Isabella van Angoulême, maar toen zij in het jaar 1200 met koning Jan zonder Land huwde kwamen de Lusignans in opstand tegen hun Engelse leenheer met steun van de koning Filips II van Frankrijk. Hugo X werd bij de Slag bij Mirebeau in 1202 gevangen genomen door de Engelsen en onder strenge bewaking gevangen gezet in Caen. Een jaar later werd hij en zijn familieleden weer vrijgelaten in de hoop dat Lusignans de vrede zouden tekenen met de Engelse vorst, maar toen Hugo eenmaal terug was in zijn gebieden kwam hij direct weer in opstand en bleven de Lusignans trouwe bondgenoten van de Franse koning.
Hij nam samen met zijn vader deel aan de Vijfde Kruistocht. Bij de inname van Damietta sneuvelde zijn vader en erfde hij diens gebieden. Na zijn terugkeer in Frankrijk huwde hij in 1220 met Isabella van Angoulême die vier jaar eerder weduwe was geworden. Hij bleef de Franse koningen steunen in hun strijd tegen de Plantagenets. Na de dood van Lodewijk VIII stelde Hugo X zich kritisch op tegen het regentschap van Blanca van Castilië.
In de loop der jaren zou zijn relatie met de Franse kroon nog verder verslechteren. Zo kwam hij opnieuw in conflict met de regentes toen haar zoon Alfons in aanmerking kwam als erfgenaam van het graafschap Toulouse waar Hugo ook een claim op had. Tevens genoot Hugo onder zijn nieuwe Franse leenheer niet dezelfde vrije rechten als die hij had onder zijn Engelse heren. Daarom trok Hugo vervolgens ook op met Hendrik III van Engeland in de Oorlog van Saintonge. De Franse koning wist te zegevieren over hen waarop Hugo zich overgaf en zich verzoende met koning Lodewijk IX.
Hugo X nam vervolgens samen met de koning deel aan de Zevende Kruistocht. Hij stierf op 30 juni 1249 nagenoeg op dezelfde plek als waar zijn vader dertig jaar eerder was overleden. Zijn zoon en opvolger Hugo XI zou een jaar later in de Slag bij Fariskur sneuvelen.

## Huwelijk en kinderen

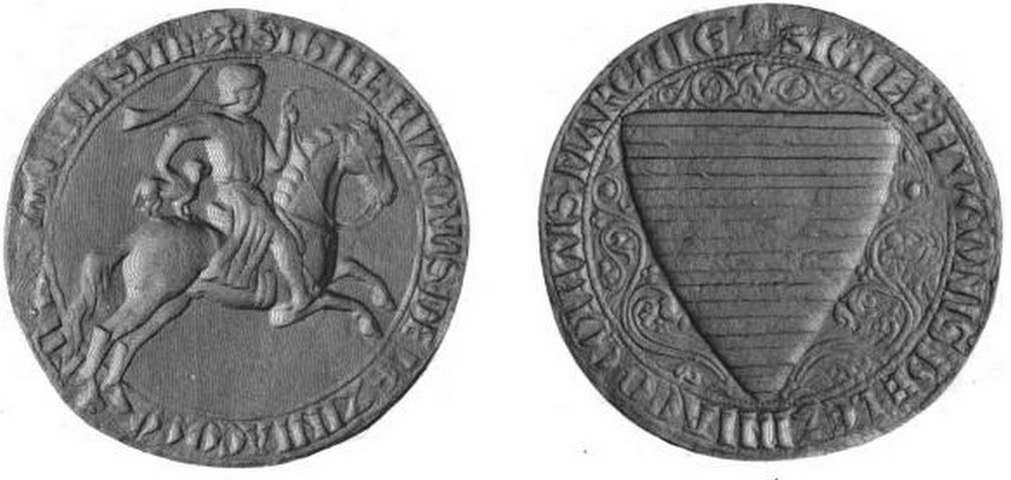
Zegel van Hugo X van Lusignan als graaf van Angoulême en La Marche.

In de lente van 1220 huwde hij met Isabella van Angoulême, ze kregen samen negen kinderen:
- Hugo (1221-1250), graaf van La Marche en Angoulême
- Adhemar (1222-1260), bisschop van Winchester
- Agnes (1223-1260), huwde met Willem II van Chauvigny
- Alice (1224-1256), huwde met John de Warenne
- Guy (1225-1264)
- Geoffrey (1226-1274), huwde met Jeanne van Châtellerault
- Isabella (1227-1299), huwde met Maurits IV van Craon
- Willem (1228-1296), graaf van Pembroke
- Margarita (1229-1288), huwde met Raymond VII van Toulouse

## Voorouders
| Overgrootouders | Hugo VIII van Lusignan (1106-1173) ∞ Bourgogne van Rancon (- 1169)    | Hugo VIII van Lusignan (1106-1173) ∞ Bourgogne van Rancon (- 1169)    | ? (–) ∞ ? (-)                                                         | ? (–) ∞ ? (-)                                                         | Willem VI van Angoulême (-1179) ∞ Margaretha van Torrenne (-)         | Willem VI van Angoulême (-1179) ∞ Margaretha van Torrenne (-)         | Peter I van Courtenay (1126-1183) ∞ Elisabeth van Courtenay (1127-1205) | Peter I van Courtenay (1126-1183) ∞ Elisabeth van Courtenay (1127-1205) | Peter I van Courtenay (1126-1183) ∞ Elisabeth van Courtenay (1127-1205) | Peter I van Courtenay (1126-1183) ∞ Elisabeth van Courtenay (1127-1205) |
| Grootouders     | Hugo (1141-1169) ∞ Orengarde (- 1169)                                 | Hugo (1141-1169) ∞ Orengarde (- 1169)                                 | Hugo (1141-1169) ∞ Orengarde (- 1169)                                 | Hugo (1141-1169) ∞ Orengarde (- 1169)                                 | Wulgrin III van Angoulême (–1140) ∞ Elizabeth van Amboise (-)         | Wulgrin III van Angoulême (–1140) ∞ Elizabeth van Amboise (-)         | Wulgrin III van Angoulême (–1140) ∞ Elizabeth van Amboise (-)           | Wulgrin III van Angoulême (–1140) ∞ Elizabeth van Amboise (-)           |                                                                         |                                                                         |
| Ouders          | Hugo IX van Lusignan (1165-1219) ∞ Mathilde van Angoulême (1181-1233) | Hugo IX van Lusignan (1165-1219) ∞ Mathilde van Angoulême (1181-1233) | Hugo IX van Lusignan (1165-1219) ∞ Mathilde van Angoulême (1181-1233) | Hugo IX van Lusignan (1165-1219) ∞ Mathilde van Angoulême (1181-1233) | Hugo IX van Lusignan (1165-1219) ∞ Mathilde van Angoulême (1181-1233) | Hugo IX van Lusignan (1165-1219) ∞ Mathilde van Angoulême (1181-1233) | Hugo IX van Lusignan (1165-1219) ∞ Mathilde van Angoulême (1181-1233)   | Hugo IX van Lusignan (1165-1219) ∞ Mathilde van Angoulême (1181-1233)   |                                                                         |                                                                         |